# تومويا كيتامورا
تومويا كيتامورا (باليابانية: 北村 知也) (مواليد 15 سبتمبر 1996) هو لاعب كرة قدم ياباني.

## وصلات خارجية
- تومويا كيتامورا على موقع رابطة كرة القدم اليابانية للمحترفين (اليابانية)
- تومويا كيتامورا على موقع قاعدة بيانات كرة القدم.إي يو (الإنجليزية)
- تومويا كيتامورا على موقع Soccerway.com (الإنجليزية)
- تومويا كيتامورا على موقع عالم كرة القدم.نت (الإنجليزية)